# Laghetto Traversari
Il laghetto Traversari a Camaldoli è di origine artificiale anche se ormai si è naturalizzato da moltissimi anni: esso fu scavato nella prima metà del '400 per  allevare tinche, anguille e pesci per i monaci che non consumavano altre carni.

## Descrizione
Nel laghetto vivono oggi soprattutto organismi branchiati come il tritone punteggiato (Triturus vulgaris) protetto dalla Convenzione di Berna (L. 501/81) ed il Triturus alpestris (tritone alpestre) inserito nel libro rosso del WWF tra le specie che sono a rischio di estinzione.
Il laghetto Traversari è fisicamente diviso in due parti dalla presenza di una passerella: nella zona Nord considerata di drenaggio viene costantemente rifornito d'acqua da un piccolo ruscello, in tale area è presente una vegetazione quanto mai varia, ricca in specie che tollerano ampie variazioni dei principali parametri chimico-fisici sia dell'acqua che del terreno. 
È in questa zona del laghetto che lo spessore dello strato d'acqua raggiunge i suoi valori minimi.
Sempre nella zona Nord del Traversari rinveniamo una cintura di Lycopus europaeus che si pone come fascia di separazione tra le cenosi di elofite (Sparganietum erecti) e le cenosi meso-igrofile dei prati retrostanti, meno interessate dai fenomeni di sommersione stagionale.
La zona Sud, costituisce la chiara del lago popolata da un aggregato monospecifico a Potamogeton natans, il quale si spinge fino in prossimità della sponda ove tende a compenetrarsi con altre specie quali Sparganium erectum e Mentha aquatica. Oltre P. natans, nel Laghetto Traversari abbiamo rinvenuto un'altra sola idrofita, Ranunculus trichophyllus.